# Vic Crowe
Victor Herbert Crowe (Abercynon, 31 gennaio 1932 – 22 gennaio 2009) è stato un allenatore di calcio e calciatore gallese, di ruolo centrocampista.

## Carriera

### Calciatore
Firmò per l'Aston Villa nel 1951 ed entrò stabilmente in prima squadra quando Danny Blanchflower passò al Tottenham. Saltò la finale di FA Cup del 1957, quindi capitanò il club del titolo della Seconda Divisione del 1960 e a quello della Coppa di Lega del 1961.
Nel 1967 passa agli statunitensi dell'Atlanta Chiefs. Con gli Chiefs ottenne il quarto posto della Western Division della NPSL, non riuscendo così a qualificarsi per la finale della competizione, poi vinta dagli Oakland Clippers. Con il sodalizio di Atlanta vinse la NASL 1968.
È stato convocato 16 volte dal Galles.

### Allenatore
Dopo il ritiro, guidò l'Aston Villa da allenatore per quattro stagioni, dal 1970 al 1974. Fu licenziato in seguito al quattordicesimo posto nella Seconda Divisione.
Andò quindi ad allenare i neonati Portland Timbers, nella North American Soccer League, e portò con sé alcuni calciatori inglesi. Allenò la squadra in due occasioni diverse, dal 1975 al 1976 e dal 1980 al 1982.

## Palmarès

### Giocatore
- Coppa d'Inghilterra: 1

Aston Villa: 1956-1957
- Coppa di Lega inglese: 1

Aston Villa: 1960-1961
- Campionato inglese di seconda divisione: 1

Aston Villa: 1959-1960
- Campionato NASL: 1

Atlanta Chiefs: 1968

### Allenatore
- Third Division: 1

Aston Villa: 1971-1972